# Kishan Shrikanth

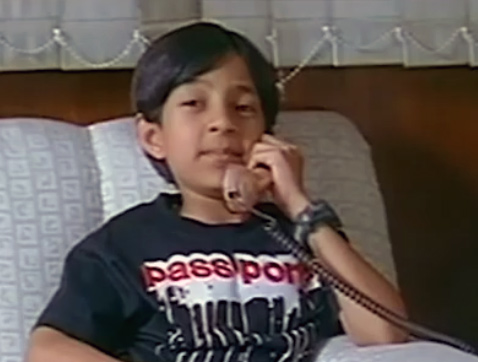
Kishan Shrikanth

Kishan Shrikanth, (ಕಿಶನ್ ಶ್ರೀಕಾಂತ್), conosciuto professionalmente come Kishan SS o Master Kishan (Bangalore, 6 gennaio 1996), è un regista e attore indiano.

## Biografia
Kishan Shrikanth è nato il 6 gennaio 1996 a Bangalore, in India, da Shrikanth HR e Shylaja Shrikanth. Ha un fratello di nome Kiran.
È il più giovane regista di un lungometraggio professionale secondo il Guinness dei Primati.  Nel gennaio 2006, avendo recitato in 24 film e molte soap opera indiane, ha diretto il film C/o Footpath, che narra la storia di un ragazzo orfano che desidera ardentemente frequentare la scuola. Il film è un adattamento cinematografico di una storia da lui scritta, e il cast comprende oltre che allo stesso Kishan anche numerosi attori di rilievo nel panorama bollywoodiano: Jackie Shroff, Saurabh Shukla, B. Jayashree, Sudeep e Tara. Il film è stato doppiato nelle 5 maggiori lingue indiane ed è inoltre disponibile in lingua inglese. La versione originale, girata in lingua kannada, uscì nei cinema il 26 novembre 2006.
Tra gli attori preferiti di Kishan figurano tra gli altri Arnold Schwarzenegger, Tom Cruise, Keanu Reeves, Jim Carrey e Amitabh Bachhan.
Nel novembre 2006 Kishan è entrato nel Guinness dei Primati come il più giovane regista di film. Ha rimpiazzato Sydney Ling, che aveva tredici anni nel 1973 quando diresse il film olandese Lex the Wonderdog.

## Filmografia

### Attore
- Chandu (2002)
- Swaathi Mutthu (2003)
- Maharaja (2005)
- Jogi (2005)
- Tuthuri (2006)
- Care of Footpath (2006)
- Tuthuri (2006)
- Ee Preethi Yeke Bhumi Melide (2007)
- Aishwarya (2007)
- Chili Pili Hakkigalu (2007)
- Moggina Manasu (2008)
- Gnana Jyothi Sri Siddaganga (2008)
- Teenage (2013)

### Regista
- Care of Footpath (2006)
- Care of Footpath (2015)